# Toronto Blue Jays
Toronto Blue Jays je poklicna bejzbolska ekipa iz kanadskega Toronta v Ontariu. Njeno moštvo igra v Vzhodni diviziji Ameriške lige v Glavni bejzbolski ligi (MLB). 
Vzdevek »Blue Jays« (Modre šoje, kratko »Jays«, šoje) izvira iz istoimenske ptice in dejstva, da je modra tradicionalna barva drugih torontskih poklicnih športnih klubov, kot sta recimo Maple Leafs in Argonauts. Kot razširitveno moštvo se je Toronto ligi MLB pridružil 1977. Prvi lastnik kluba je bilo podjetje Labatt Brewing Company, sprva pa je igralo na stadionu 0Exhibition Stadium. Na sedanji stadion Rogers Centre (takratni Skydome) se je preselila leta 1989. Od leta 2000 je ekipa v lasti korporacije Rogers Communications, ki je stadion leta 2004 tudi preimenovala v današnje ime. Je druga ekipa lige MLB, ki je bila ustanovljena v Kanadi, trenutno pa je edina, ki zunaj mej ZDA še vedno igra - druga, Montreal Expos, se je leta 2004 preselila v Washington, kjer je postala Washington Nationals).
Konec 70. in v začetku 80. let 20. stoletja je ekipa, kot večina razširitvenih zasedb, igrala precej slabo in pogosto končala na zadnjem mestu v svoji diviziji. Leta 1983 je prvič zmagala večkrat, kot je izgubila, dve leti kasneje pa je osvojila svojo prvo divizijsko krono in se uvrstila v končnico. Med letoma 1985 in 1993 je bila divizijska superekipa, ki je med tem obdobjem znotraj divizije kar petkrat zmagala, med letoma 1992-1993 pa zmagala tudi na Svetovni seriji. To zasedbo so vodili redni udeleženci Tekme vseh zvezd, kot so Roberto Alomar, Joe Carter, John Olerud in Devon White. Postali so edina (in dosedaj edina) neameriška ekipa, ki je zmagala na Svetovni seriji, in ekipa Ameriške lige, ki ji je to uspelo najhitreje po pridružitvi. Po letu 1993 se ekipa ni pojavila v končnici, a še vedno ostala precej tekmovalna znotraj svoje divizije. 
Klub je eden treh v ligi v lastništvu korporacije: druga dva sta Seattle Mariners (Nintendo of America) in Atlanta Braves (Liberty Media).